# Raimondo IV di Tripoli
Raimondo IV di Tripoli o Raimondo IV di Antiochia (XII secolo – 1199) è stato un cavaliere medievale francese fu conte di Tripoli dal 1187 al 1189 e principe reggente di Antiochia dal 1193 al 1194.
Era il figlio maggiore di Boemondo III d'Antiochia e della sua prima moglie Orgueilleuse d'Harenc.
Ereditò la Contea di Tripoli da Raimondo III, che morì nel 1187 senza eredi e di cui era il figlioccio; 
due anni dopo però, nel 1189, suo padre Boemondo III desiderando avvicinare il suo erede alla corte antiochena, lo richiamò ad Antiochia ed affidò la contea di Tripoli al suo secondo figlio, Boemondo IV.
Quando suo padre Boemondo fu catturato da Leone II d'Armenia, Raimondo assunse le funzioni di reggente fino al suo ritorno. 
Al termine di questa crisi, nel 1194 (o 1195), per consolidare la pace, Raimondo sposò Alice d'Armenia, nipote di Leone II e figlia di Ruben III principe d'Armenia e di Isabella di Toron.
Essi ebbero un figlio, Raimondo Rupeno, considerato da molti l'erede di maggior diritto al trono del principato e che combatté per tale eredità.

## Ascendenza
|                          |   |                         | Genitori                    |  |  | Nonni |  |  | Bisnonni                 |  |  | Trisnonni                  |  |
|                          |   |                         |                             |  |  |       |  |  | Guglielmo IX d'Aquitania |  |  | Guglielmo VIII d'Aquitania |  |
|                          |   |                         |                             |  |  |       |  |  | Guglielmo IX d'Aquitania |  |  | Guglielmo VIII d'Aquitania |  |
|                          |   | Hildegarda di Borgogna  |                             |  |  |       |  |  | Guglielmo IX d'Aquitania |  |  |                            |  |
| Raimondo di Poitiers     |   |                         |                             |  |  |       |  |  | Guglielmo IX d'Aquitania |  |  |                            |  |
|                          |   | Filippa di Tolosa       | Guglielmo IV di Tolosa      |  |  |       |  |  |                          |  |  |                            |  |
|                          |   | Filippa di Tolosa       | Guglielmo IV di Tolosa      |  |  |       |  |  |                          |  |  |                            |  |
|                          |   | Filippa di Tolosa       | Emma di Mortain             |  |  |       |  |  |                          |  |  |                            |  |
| Boemondo III d'Antiochia |   | Filippa di Tolosa       |                             |  |  |       |  |  |                          |  |  |                            |  |
|                          |   | Boemondo II d'Antiochia | Boemondo I d'Antiochia      |  |  |       |  |  |                          |  |  |                            |  |
|                          |   | Boemondo II d'Antiochia | Boemondo I d'Antiochia      |  |  |       |  |  |                          |  |  |                            |  |
|                          |   | Boemondo II d'Antiochia | Costanza di Francia         |  |  |       |  |  |                          |  |  |                            |  |
| Costanza d'Antiochia     |   | Boemondo II d'Antiochia |                             |  |  |       |  |  |                          |  |  |                            |  |
|                          |   | Alice di Antiochia      | Baldovino II di Gerusalemme |  |  |       |  |  |                          |  |  |                            |  |
|                          |   | Alice di Antiochia      | Baldovino II di Gerusalemme |  |  |       |  |  |                          |  |  |                            |  |
|                          |   | Alice di Antiochia      | Morfia di Melitene          |  |  |       |  |  |                          |  |  |                            |  |
| Raimondo IV di Tripoli   |   | Alice di Antiochia      |                             |  |  |       |  |  |                          |  |  |                            |  |
|                          | … | …                       |                             |  |  |       |  |  |                          |  |  |                            |  |
|                          | … | …                       |                             |  |  |       |  |  |                          |  |  |                            |  |
|                          | … | …                       |                             |  |  |       |  |  |                          |  |  |                            |  |
| …                        | … |                         |                             |  |  |       |  |  |                          |  |  |                            |  |
|                          |   | …                       | …                           |  |  |       |  |  |                          |  |  |                            |  |
|                          |   | …                       | …                           |  |  |       |  |  |                          |  |  |                            |  |
|                          |   | …                       | …                           |  |  |       |  |  |                          |  |  |                            |  |
| Orgueilleuse de Harenc   |   | …                       |                             |  |  |       |  |  |                          |  |  |                            |  |
|                          |   | …                       | …                           |  |  |       |  |  |                          |  |  |                            |  |
|                          |   | …                       | …                           |  |  |       |  |  |                          |  |  |                            |  |
|                          |   | …                       | …                           |  |  |       |  |  |                          |  |  |                            |  |
| …                        |   | …                       |                             |  |  |       |  |  |                          |  |  |                            |  |
|                          |   | …                       | …                           |  |  |       |  |  |                          |  |  |                            |  |
|                          |   | …                       | …                           |  |  |       |  |  |                          |  |  |                            |  |
|                          |   | …                       | …                           |  |  |       |  |  |                          |  |  |                            |  |
|                          |   | …                       |                             |  |  |       |  |  |                          |  |  |                            |  |